# Franc Poincaré
De Franc Poincaré was de Franse frank ten tijde van president Raymond Poincaré. Nadien is hij geëvolueerd naar 65,5 milligram goud. Hij werd in internationale wetgeving gebruikt als internationale muntstandaard, maar is nadien vervangen door speciale trekkingsrechten.